# 34652 Simoneevans
34652 Simoneevans este o planetă minoră (asteroid), cu un diametru de 2,615 km, din centura de asteroizi. A fost descoperită pe 20 noiembrie 2000 la Experimental Test Site⁠(d) de Lincoln Near-Earth Asteroid Research. 
Obiectul prezintă o orbită caracterizată de o semiaxă mare de 2,5625928 UAi, o excentricitate de 0,11, o înclinație de 5,56691 ° în raport cu ecliptica.